# Dusona gastator
Dusona gastator là một loài tò vò trong họ Ichneumonidae.